# Ephippiorhynchus asiaticus
El jabirú asiático (Ephippiorhynchus asiaticus) es una especie de ave ciconiforme de la familia Ciconiidae ampliamente distribuida por Asia y Australasia; se encuentra en un amplio territorio que se extiende desde la India hasta el norte de Australia.

## Subespecies
Se reconocen dos subespecies de Ephippiorhynchus asiaticus:
- Ephippiorhynchus asiaticus asiaticus (Latham, 1790)
- Ephippiorhynchus asiaticus australis (Shaw, 1800)